# Tres Cantos

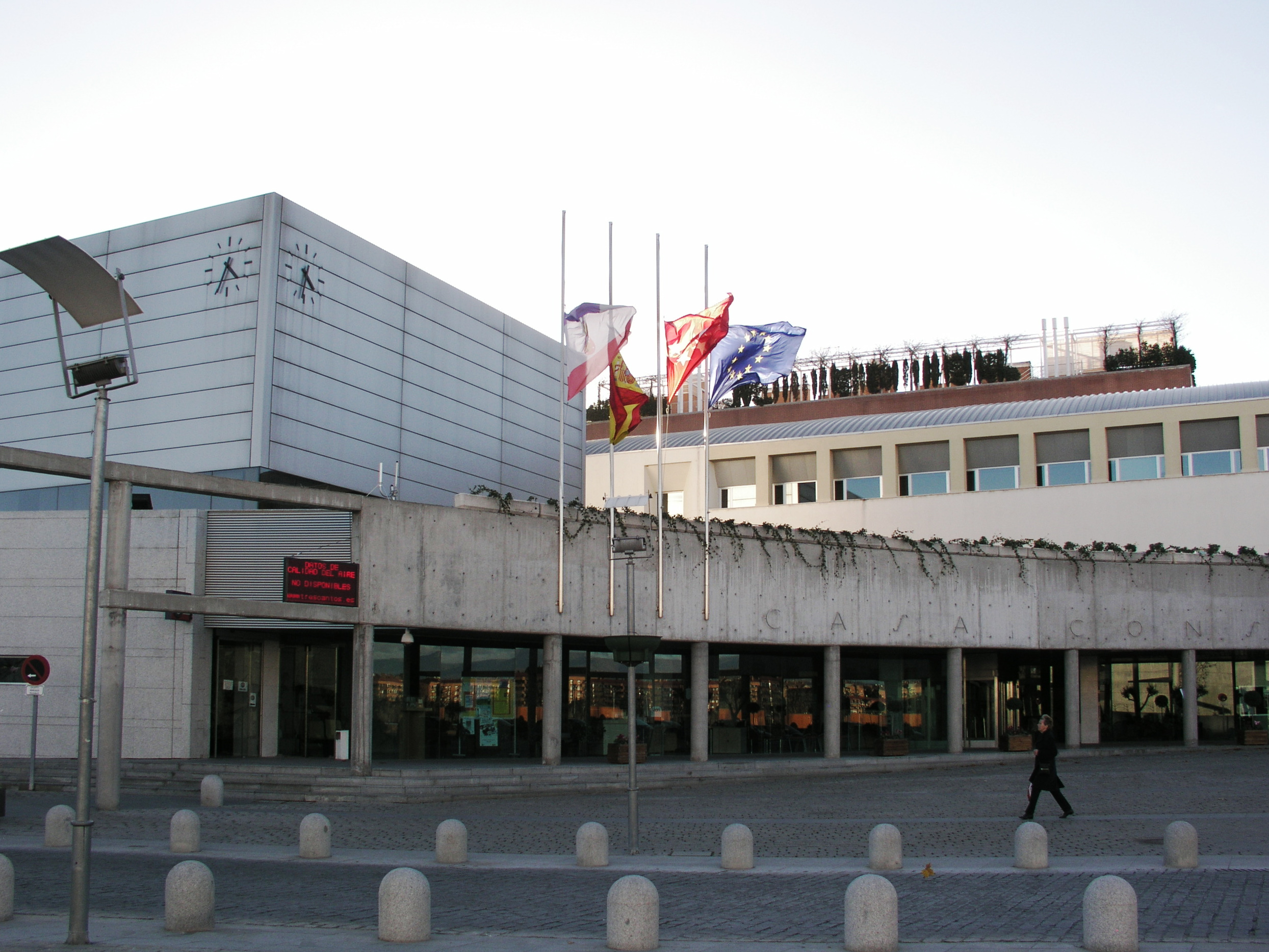
Urząd Miasta

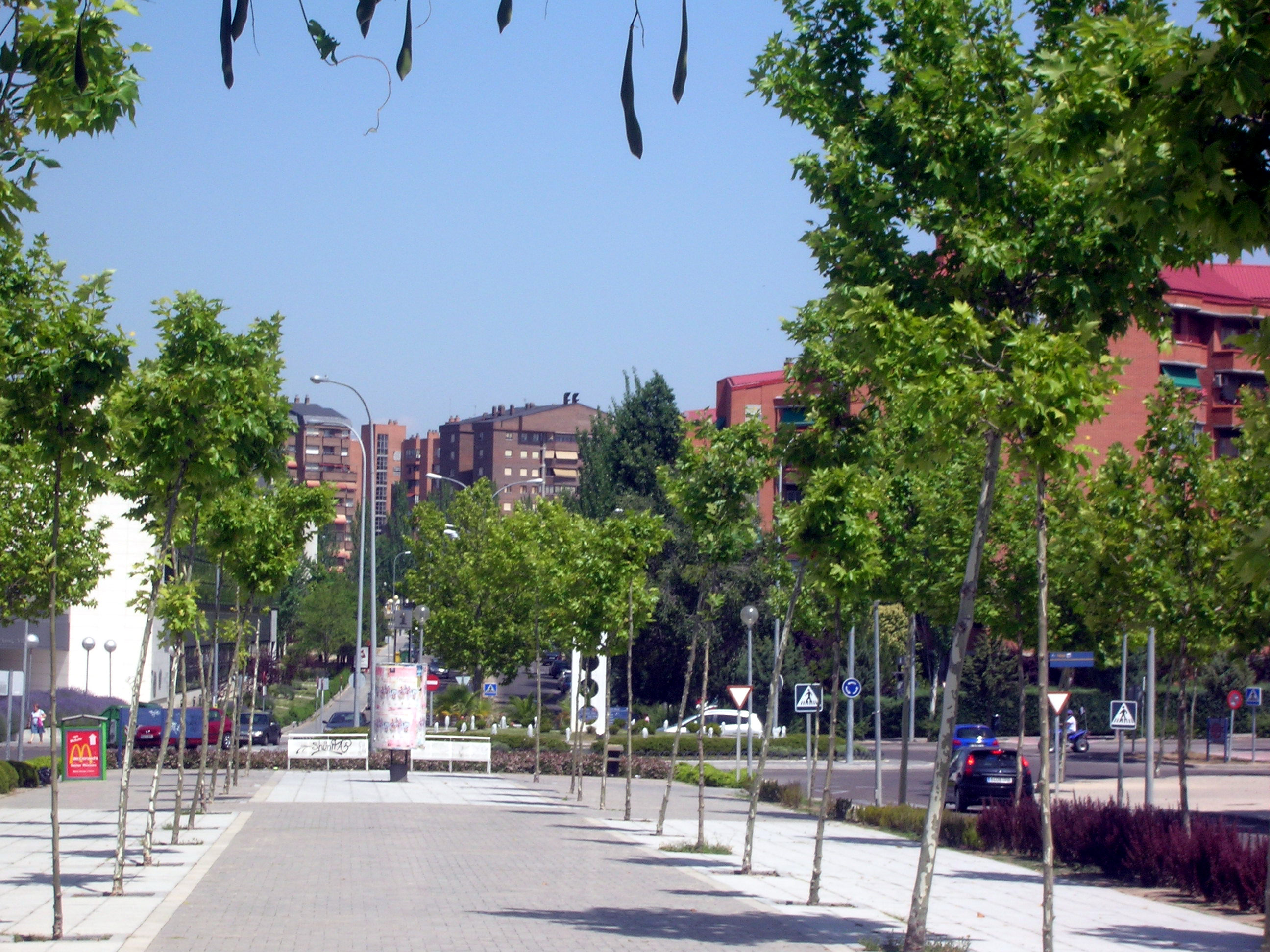
Avenida Encuartes

Tres Cantos – miasto w Hiszpanii we wspólnocie autonomicznej Madryt, graniczące administracyjnie bezpośrednio z Madrytem. Ze względu na bliskość Madrytu swoje siedziby ma tu wiele firm i instytucji, a także różne przedsiębiorstwa prywatne. Znajduje się tu stacja kolejowa kolei podmiejskiej Cercanías Madrid na linii .
Tres Cantos zostało zbudowane na byłych terenach wiejskich, około połowy drogi od północnych obrzeży Madrytu do pasma górskiego Guadarrama, które często są zaśnieżone zimą.